# City (New Jersey)
Pour les articles homonymes, voir City.
 (avril 2017).
Si vous disposez d'ouvrages ou d'articles de référence ou si vous connaissez des sites web de qualité traitant du thème abordé ici, merci de compléter l'article en donnant les références utiles à sa vérifiabilité et en les liant à la section « Notes et références ».

Newark est la plus peuplée des cities du New Jersey.

La cité (en anglais : city) est l'un des cinq types et l'une des onze formes de gouvernement municipal dans le New Jersey, aux États-Unis. Contrairement à l'idée reçue d'une city comme une grande ville urbaine, les cities du New Jersey varient fortement en taille et en population. Elles ont une histoire complexe en tant que forme de gouvernement.

## Liste
Il existe 52 cités au New Jersey :
- Absecon
- Asbury Park
- Atlantic City
- Bayonne
- Beverly
- Bordentown
- Brigantine
- Bridgeton
- Burlington
- Camden
- Cape May
- Clifton
- Corbin City
- East Orange
- Egg Harbor City
- Elizabeth
- Englewood
- Estell Manor
- Garfield
- Gloucester City
- Hackensack
- Hoboken
- Jersey City
- Lambertville
- Linden
- Linwood
- Long Branch
- Margate City
- Millville
- Newark
- New Brunswick
- Northfield
- North Wildwood
- Ocean City
- Passaic
- Paterson
- Perth Amboy
- Plainfield
- Pleasantville
- Port Republic
- Rahway
- Salem
- Sea Isle City
- Somers Point
- South Amboy
- Summit
- Trenton
- Union City
- Ventnor City
- Vineland
- Wildwood
- Woodbury